# Volta a Llombardia 1962
La Volta a Llombardia 1962 fou la 56a edició de la clàssica ciclista Volta a Llombardia. La cursa es va disputar el diumenge 20 d'octubre de 1962, sobre un recorregut de 253 km. El vencedor final fou el neerlandès Jo de Roo (Saint-Raphael-Helyett), que s'imposà davant dels italians Livio Trapè (Ghigi) i Alcide Cerato (Molteni).

## Classificació general
|    | Ciclista        | Equip                  | Temps   |
| -- | --------------- | ---------------------- | ------- |
| 1  | Jo de Roo       | Saint-Raphael-Helyett  | 7h05'58 |
| 2  | Livio Trapè     | Ghigi                  | m.t.    |
| 3  | Alcide Cerato   | Molteni                | + 51"   |
| 4  | Emile Daems     | Philco                 | m.t.    |
| 5  | Vito Taccone    | Atala-Pirelli          | + 1'57" |
| 6  | Angelo Conterno | Carpano                | + 2'12" |
| 7  | Ercole Baldini  | Ignis                  | + 2'24" |
| 8  | Armand Desmet   | Flandria-Faema-Clément | m.t.    |
| 9  | Jos Hoevenaers  | Philco                 | + 3'37" |
| 10 | Idrio Bui       | Ignis                  | m.t.    |